# Shaul Shaked
Shaul Shaked (Debrecen, 1933. március 5. – Jeruzsálem, 2021. október 27.) izraeli orientalista, iranista, a Jeruzsálemi Héber Egyetem professzora (Schwarzmann University Professor emeritus), a Magyar Tudományos Akadémia külső tagja, a zoroasztrianizmus, az iráni-zsidó kultúra és a középperzsa nyelvészet kiemelkedő szaktekintélye. Kutatásai úttörő szerepet játszottak az ókori és középkori iráni kultúra és a zsidó vallás közötti kapcsolatok feltárásában. Életműve jelentős hatást gyakorolt az iranisztika és a vallástudomány fejlődésére világszerte.

## Életrajz
Shaul Shaked 1933-ban született Debrecenben, Magyarországon. Egyéves korában családjával a brit mandátum alatt álló Palesztinába emigrált. Felsőfokú tanulmányait Jeruzsálemben végezte: 1955-ben alapdiplomát szerzett arab nyelv és irodalom, valamint sémi filológia szakon, majd 1960-ban mesterfokozatot arab nyelv és irodalom, illetve összehasonlító vallástudomány területén. Doktori fokozatát 1964-ben szerezte a londoni School of Oriental and African Studies (SOAS) intézményében Walter Bruno Henning és Mary Boyce témavezetése mellett.
Tanulmányai során Shaked különös figyelmet szentelt az iráni vallások és a sémi kultúrák közötti kapcsolatoknak. A SOAS-on eltöltött évek alatt alaposan megismerkedett a középperzsa szövegekkel és a zoroasztrianizmus teológiai rendszerével, amelyek későbbi kutatásának fő irányvonalát adták. 1965-ben csatlakozott a Jeruzsálemi Héber Egyetemhez, ahol oktatói pályáját megkezdte. Az intézményben töltötte egész karrierjét, egészen 2001-es nyugdíjazásáig. Professzori munkája során számos tudományos projektet indított, amelyek egytől egyig nemzetközi figyelmet és elismerést is kiváltottak.
Számos vendégkutatói pozíciót töltött be olyan intézményekben, mint a Harvard Egyetem, Cambridge-i Egyetem, a berlini Freie Universität és az École pratique des hautes études Párizsban. Ezek az időszakok nemcsak kutatásaira voltak jelentős hatással, hanem a nemzetközi tudományos együttműködések megerősítésében is fontos szerepet játszottak.

## Munkássága
Shaul Shaked kutatásai az iráni kultúra és a zsidó vallás kapcsolataira, valamint a zoroasztrianizmus vallási és filozófiai aspektusaira összpontosítottak. A Wisdom of the Sasanian Sages (1979) című műve az egyik legfontosabb forrás a Dēnkard VI. könyvének fordítása és értelmezése szempontjából. Ez a munka új mércét állított fel a zoroasztrianizmus szövegeinek modern tudományos feldolgozásában.
Nevéhez fűződik az Irano-Judaica konferenciák és kiadványok elindítása, amelyek az iráni-zsidó kapcsolatokkal foglalkoztak. Ezek a kezdeményezések nemcsak a tudományos közösség figyelmét irányították az iráni zsidóság történelmi és kulturális szerepére, hanem új kutatási területeket is megnyitottak. Az Irano-Judaica sorozat hat kötete a témában folytatott kutatások alapművévé vált.
Egyik legjelentősebb vállalkozása egy középperzsa szótár elkészítése volt, amely a nyelv különböző szóhasználati területeit ölelte fel, és amely modern digitális platformon is elérhetővé vált. A Middle Persian Dictionary Project (MPDP) az iráni nyelvészet egyik legjelentősebb digitális kezdeményezése lett, számos kutatót és diákot bevonva a munkába.
Shaked széles körű publikációs tevékenységet folytatott, amely közel 200 tudományos cikket és több kötetet ölelt fel. Munkái között megtalálhatók vallásfilozófiai elemzések, a zsidó és iráni vallási hagyományok közötti párhuzamok vizsgálatai, valamint mágikus és vallási szövegek részletes értelmezései.

## Díjak és tisztségek
- Izrael-díj (2000) – a nyelvészet terén nyújtott kiemelkedő kutatásaiért.
- Yoram Ben-Porat kutatási díj (1993).
- A Societas Iranologica Europaea alelnöke (1995–1999).
- Az Union académique internationale elnöke (2001–2004).
- A Ben-Zvi Intézet akadémiai tanácsának elnöke (1990-től).

Továbbá tagja volt az Izraeli Tudományos Akadémiának, ahol jelentős szerepet vállalt a humán és társadalomtudományi szekció irányításában. Munkásságát számos elismerés és tiszteletbeli cím kísérte, amelyek méltatták tudományos és oktatói tevékenységét.

## Főbb művei
- Wisdom of the Sasanian Sages. An edition, with translation and notes, of Denkard, Book Six. Persian Heritage Series. Boulder, Col.: Westview Press, 1979.
- Irano-Judaica. Studies relating to Jewish contacts with Persian culture throughout the ages. 7 vols., edited by S. Shaked and A. Netzer, Jerusalem: Ben-Zvi Institute, 1982–2019.
- Dualism in Transformation. Varieties of Religion in Sasanian Iran. (The Jordan Lectures in Comparative Religion) London: School of Oriental and African Studies 1994.
- Firdowsī, Shāh-nāme. Hebrew translation by Eliezer Cagan, edited by S. Shaked with the assistance of Julia Rubanovich, vol. 2, Jerusalem: The Bialik Insitute, 2002.
- Aramaic Bowl Spells: Jewish Babylonian Aramaic Bowls, magical and Religious Literature of Late Antiquity 1. Edited by S. Shaked, J. N. Ford, S. Bhayro, vol. 1, Leiden, 2013.

Shaked ezen munkái mellett számos további tanulmányt publikált különböző tudományos folyóiratokban, amelyek középpontjában az iráni és zsidó vallási szövegek, valamint a nyelvészet és kultúrtörténet álltak. Publikációi máig hivatkozási alapnak számítanak az iráni tanulmányok területén.